# 島津重年
島津 重年（しまづ しげとし）は、江戸時代の大名。島津氏の第24代当主。薩摩藩の第7代藩主。初名は久門（ひさかど）。

## 経歴

### 加治木島津家時代
享保14年（1729年）2月、島津継豊の次男として鹿児島城で生まれ、同年11月25日に分家筆頭で島津綱久の次男でもある加治木島津家当主・島津久季の養子となった。幼名は善次郎。なお、母の登免（島津久房の娘）は天明年間まで生存していたが、継豊と登免との子は善次郎1人であった。
享保17年（1732年）に加治木島津家4代当主となり、元文2年（1737年）に元服して、島津兵庫久門と称す。元文3年（1738年）に島津貴儔とともに、家格を一所持から、新設された一門家に改められる。その年のうちに、貴儔の異母弟の島津忠紀が重富島津家を興すと、この家も一門家に列せられ、一門家筆頭格となる。加治木島津家は一門家の席次は2番目であったが、3番目とされた垂水家が貴儔の代に限り一門家筆頭であったので、実質的には久門は3番目の席次であった。しかし、久門は一門家の中では血統上、継豊や宗信に最も近い存在であり、宗信の仮養子になっていた。

### 藩主時代
寛延2年（1749年）7月10日、兄の宗信が死去したため、幕府の許可をもらって本家に復帰し、その跡を継いで藩主になった。加治木家は長男の島津久方（のちの島津重豪）が継いだ。同年11月、従四位下、侍従に叙任され、薩摩守を称した。また、9代将軍・徳川家重より偏諱を授かり、久門から重年に改名している。
寛延3年（1750年）に藩政批判や人物批判をしていた実学派に対して「実学崩れ」という薩摩藩最初の学派弾圧事件がおこり、用人の皆吉続安ら遠島者10人を出す。
宝暦3年（1753年）に幕命により、木曾三川の治水工事（宝暦治水）を命じられ、家老の平田靱負を総責任者とし多数の藩士が工事に従事したが、莫大な費用と殉職者80数名を出した。平田も完成を見届け、宝暦5年（1755年）に責めを負い切腹、翌月に重年も病弱の上に心労が重なり、27歳で兄と同様に父に先立ち没した。
この前の宝暦4年（1754年）8月に長男・久方が（島津宗家としての）父の跡を継ぐため本家に入り忠洪と改名し、重年の死後10歳で藩主に就任したが、元服時に同じく将軍家重より偏諱を授かって重豪と改名した。

## 人物
- 父同様に病弱な人物として知られるが、救仁郷善兵衛より剣術示現流を学ぶ[1]。同史料では薩摩藩主としては久しぶりに登場する人物である。

## 系譜
- 父：島津継豊（1702-1760）
- 母：登免 - 島津久房の娘
- 外祖父：島津久房（島津光久十七男、通称は主馬、求馬）
- 正室：島津都美（1727-1745） - 叔父島津貴儔の娘、延享2年11月7日に、善次郎を産んだ後、死去。法号は正覚院貞範妙雅大姉
  - 長男：島津重豪（1745-1833） - 善次郎、島津久方、島津宗家の嗣子になってから忠洪
- 継室：村（?-1754） - 島津久尚の娘 - 宝暦4年2月2日死去
- なお、佐土原藩主島津久柄室・梅（先妻・都美の妹）は重豪の養妹であるが、重年の死後に養妹になったために重年の養子というわけではない。ちなみに尚古集成館の『島津氏正統系図』では重豪の養妹であったことすら省略されている。